# Famille du Pérenno
 (avril 2024).
Améliorez-le ou discutez des points à vérifier. 
La famille du Pérenno (ou Pérennou) est une ancienne famille éteinte de la noblesse française, originaire de Bretagne, dont la noblesse est attestée par des faits d'armes au XIVe siècle. Elle tire son nom de la seigneurie du Pérennou en Bodivit, elle-même attribuée à la présence de poiriers (Perennoù le signifie en breton), rare à l'époque, et notamment décrit comme particulièrement imposant selon les écrits recensés. Elle est présente à la montre de Vannes en 1427 à 1536. Maintenu noble en 1669, sur preuve de 1426.

## Patronyme
Le nom « Pérenno » pourrait être considéré comme une francisation approximative du breton, ce qui conduit à plusieurs orthographe dans les inventaires français, on notera Pérenno, Péreno et Perrenno . En breton, le radical « Perenn » (poirier) est normalement suivi du suffixe « où », indiquant le pluriel. Malgré cela, la déformation n'a pas altéré l'usage oral, puisque les locuteurs bretons ont continué à faire référence à « Pérennou » pour désigner la seigneurie du Pérennou en Bodivit et à la famille qui y résidait, appelée les seigneurs du Pérennou (ou les seigneurs des poiriers en français). Cette orthographe est revendiquée dans plusieurs ouvrages bretons, notamment par Guillaume du Pérenno, premier du nom, connu sous l'appellation Pérennou,. Malgré la rupture de la filiation lors de la Révolution française (où le dernier fils a été fusillé), cette appellation demeure en usage au domaine du Pérennou et chez certaines branches mineures de la famille. Des exemples récents persistent, tels que le domaine du Pérennou, les logiciels de physique Pérennou, ainsi que par des membres de l'armée, principalement dans le sud du Finistère autour du Pérennou et dans le Morbihan à Persquen.

## Histoire

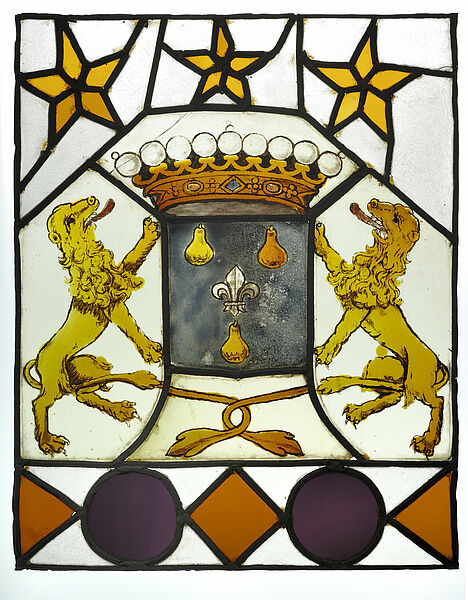
Panneau de vitrail aux armes de François du Perenno, comte de Penvern.

La famille du Perenno, également connue sous le nom de Pérennou trouve ses origines dans la lignée issue des actes accomplis en Italie par Guillaume du Perenno, également désigné sous le nom de Pérennou. Il est initialement seigneur du dit-lieu de Bodivit en 1378, puis acquiert le domaine de Penvern en 1426, incitant ainsi sa famille à quitter l'ancien Manoir des Pérennou pour s'établir au château de Penvern, devenu la seconde résidence de la lignée. Lors de la réformation en 1669 cette demeure devient la résidence principale, et le Manoir est par la suite cédée pour permettre au comte François du Pérenno de Penvern et à son fils, Paul-Romain-Guy du Penvern, de reconstruire le château, lui restituant sa splendeur et son patrimoine.
Guillaume du Perenno, connu en tant que Pérennou premier du nom, écuyer et seigneur du dit-lieu en Bodivit, accompagna Sylvestre Budes lors de ses campagnes militaires en Italie. Il est l'auteur d'un récit relatant les exploits des Bretons en Italie, auquel il a activement contribué, menant ainsi à sa noblesse.

### Guerre d'Italie dans la compagnie du Plessis-Budes

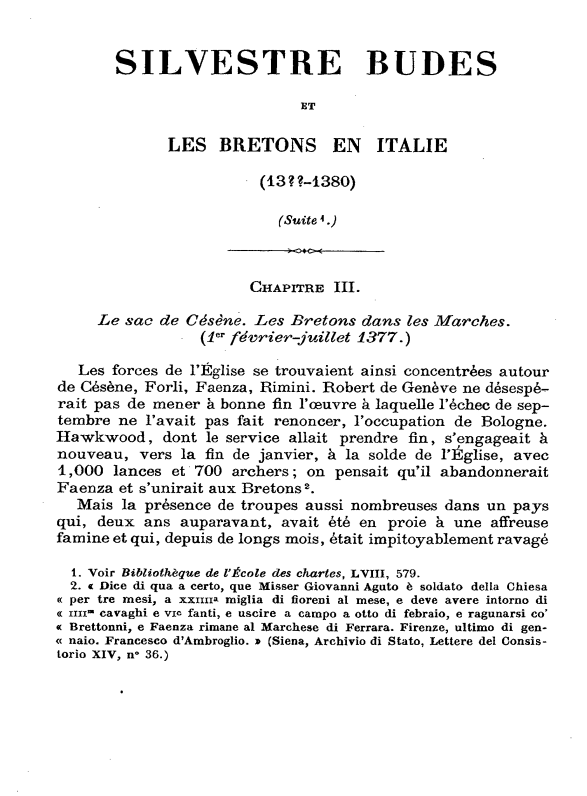
Préface des écrits sur les exploits des Bretons dans la guerre d'Italie au XIVe siècle

Au XIVe siècle, durant la Guerre d'Italie, Guillaume du Perenno, également connu sous le nom de Pérennou, participa à plusieurs campagnes militaires. Initiée par la pression exercée par le duc d'Anjou sur les Bretons pour les impliquer dans la reconquête du Saint-Siège en Italie, cette période fut marquée par des mouvements stratégiques. Le pape Grégoire XI, résidant initialement au Comtat puis à Avignon, sollicita le soutien des Bretons pour défendre ses intérêts dans la région, offrant une rançon de 6 000 florins pour leur départ.
La situation en Italie était tendue, avec des conflits déclenchés par Florence et d'autres territoires italiens contre le Saint-Siège. Grégoire XI prit la décision de riposter face à ces défis en retournant à Rome pour s'opposer aux Florentins. À ce moment, le Pape sollicita à nouveau la neutralité des Bretons à Avignon pour les utiliser contre les Florentins et pour renforcer les forces d'Hawkwood en Italie, sous l'égide du cardinal de Genève.
Les Bretons furent engagés en 1376 pour reconquérir l'Italie et libérer la Provence, moyennant des accords financiers, notamment avec la compagnie de Sylvestre Budes. Leur parcours à travers le Comtat, les terres du comte de Savoie et leur incursion en Italie fut marqué par des actes de terreur, pillages et violences, ce qui, bien que démontrant une bravoure incontestable, entacha leur réputation par leur cruauté.
Ces actions militaires des Bretons en Romagne et dans la Marche d'Ancône étaient en réponse aux menaces constantes pesant sur le Saint-Siège, provenant de Florence, des Visconti et des Milanais. L'église, sous l'impulsion du pape Innocent VI, entra en guerre contre Florence, provoquant des alliances et des révoltes dans la région. Les Bretons, traversèrent les Alpes, suscitant la peur à Florence.
Les négociations et les tentatives d'achats d'alliances entre Florence, les Visconti et Hawkwood furent infructueuses. Les actions des Bretons, comme le ravage de Bologne, incitèrent les réponses militaires de Florence, malgré leurs tentatives persistantes pour conclure des accords.
Ces événements se déroulèrent dans un contexte de bouleversements politiques, où des manœuvres, des négociations et des actions militaires se succédèrent, influençant le rapport de forces entre les différentes factions en présence, et finalement aboutissant au rétablissement du Saint-Siège à Rome et au renforcement du pouvoir de l'état temporel en Italie.

## Personnalité
- Guillaume du Pérenno[1], également connu sous le nom de Pérennou, seigneur du Pérennou en Bodivit et de Penvern, a été fortement impliqué dans l'expédition bretonne en Italie[1], soutenant Grégoire XI[3], vers la fin du XIIIe siècle. En effet, des archives attestent de la participation bretonne contre la révolte des Italiens envers le Saint-Siège. Environ 500 cavaliers et 800 fantassins bretons se sont retrouvés entre Matelica et San Severino[3]. Ces troupes bretonnes ont assiégé plusieurs villes en Toscane, en Bologne et menacé Florence, marquant ainsi leur présence active et leur participation aux événements de cette période en Italie[3].
- François du Pérenno de Penvern, construit le château du Penvern, sur la base du manoir antérieur du XVe siècle. La sobriété de la façade principale reflète l'influence des ingénieurs militaires de Lorient[3]. Le bâtiment résidentiel occupe l'arrière d'une cour close par des murets et des piliers au sud et à l'ouest, flanqué à l'ouest par une chapelle et à l'est par un pavillon de garde. L'ensemble conserve ses jardins en terrasses, avec des motifs géométriques, des allées en éventail, un étang et un espace pour laver le linge.
- François du Pérenno de Penvern se marie avec Marie Descartes, une parente de la famille Descartes.

## Seigneuries
- Seigneur du Pérennou, du Penanguen, de Penvern, de Kerduel, du Suillado, de Kerdual, de Kermadio, de Coëtcodu et de Bodineau[1]

## Possessions

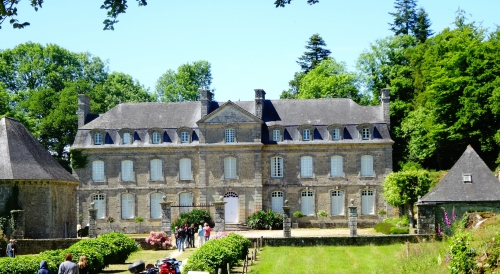
Château du Penvern construit par François du Pérenno.

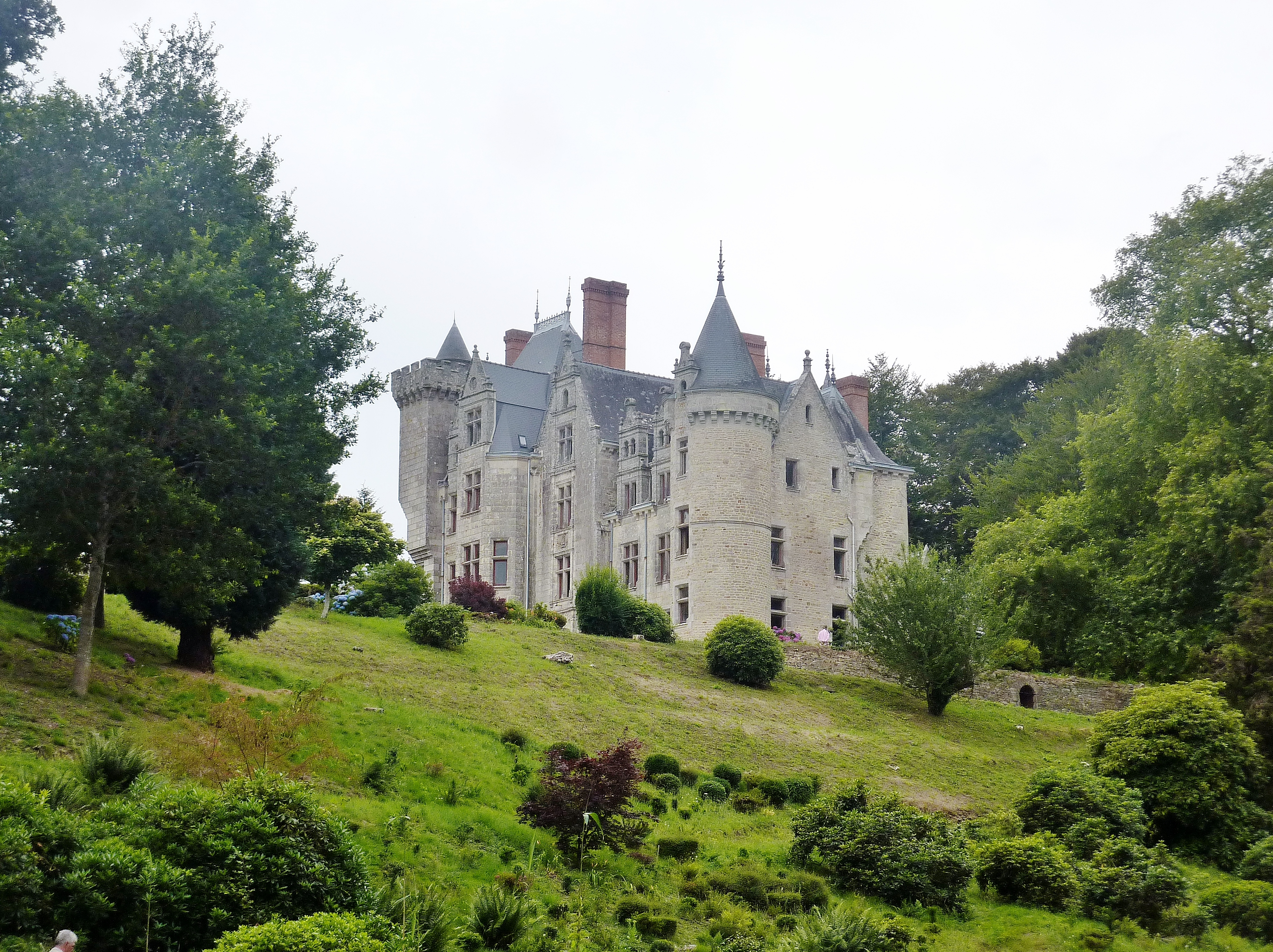
Château actuel du Pérennou sur l'ancien manoir du même nom

- Château du Pérennou à Plomelin[1]
- Château de Penvern à Persquen

## Armes
- D'azur à trois poires feuillées d'or, les queues en haut, accompagnées en abîme d'une fleur de lys du même.[2]

## Alliances
Les principales alliances de la famille du Pérenno dit Pérennou sont : du Plessis, de Marcheix, du Chesnon, du Guesclin, de Louënan, de Lopriac, de Quifistre, de Derval, de Kermadio, de Kerraoul, de Karalouet, de Malestroit, de Coetlogon, de Majorque